# Go Seigen
Wu Qingyuan, conocido en occidente como Go Seigen (en chino tradicional: 吳清源, en pinyin: Wú Qīngyuán; Fuzhou, Fujian, 12 de junio de 1914 − Odawara, prefectura de Kanagawa, 30 de noviembre de 2014), fue un jugador de go japonés, considerado por muchos jugadores como el mejor jugador de go del siglo XX y posiblemente el mejor de todos los tiempos.[cita requerida]

## Biografía
Nació el 12 de junio de 1914 en Fuzhou, Fujian. Go Seigen no empezó a estudiar Go hasta que tuvo nueve años, una edad relativamente tardía para un profesional. Go Seigen inició su ascenso a la cima del mundo profesional muy pronto. Cuando tenía 18 años ya era uno de los mejores jugadores de la élite. En 1933, junto a su gran amigo Kitani Minoru, Go Seigen desarrolló y popularizó el Shinfuseki que rompía con los patrones tradicionales de apertura. Es por esta importante contribución que Go Seigen y Kitani Minoru son reconocidos como los padres del go moderno.
Desde 1939 Go Seigen empezó una serie espectacular de encuentros jugando contra los mejores profesionales del momento. Por estas partidas se demuestra su clara superioridad sobre sus contemporáneos. Go Seigen solo tuvo un discípulo formal: Rin Kaiho, Tengen honorario. Go Seigen dejó de brillar a principios de los 60 debido a razones de salud y se retiró virtualmente del go profesional en 1964. Sin embargo, se mantuvo activo en la comunidad enseñando, escribiendo y promocionando el go alrededor del mundo.

## Campeonatos, subcampeonatos y premios
| Título | Años ganado                     |
| ------ | ------------------------------- |
| Saikyo | 1959, 1961 (junto a Sakata Eio) |

| Título         | Años perdido |
| -------------- | ------------ |
| Meijin antiguo | 1962         |
| Copa NHK       | 1976         |

| Award                               | Años ganado |
| ----------------------------------- | ----------- |
| Miembro honorario de la Nihon Ki-In | 1983?       |
| Premio Okura                        | 1967        |